# Vårgårda

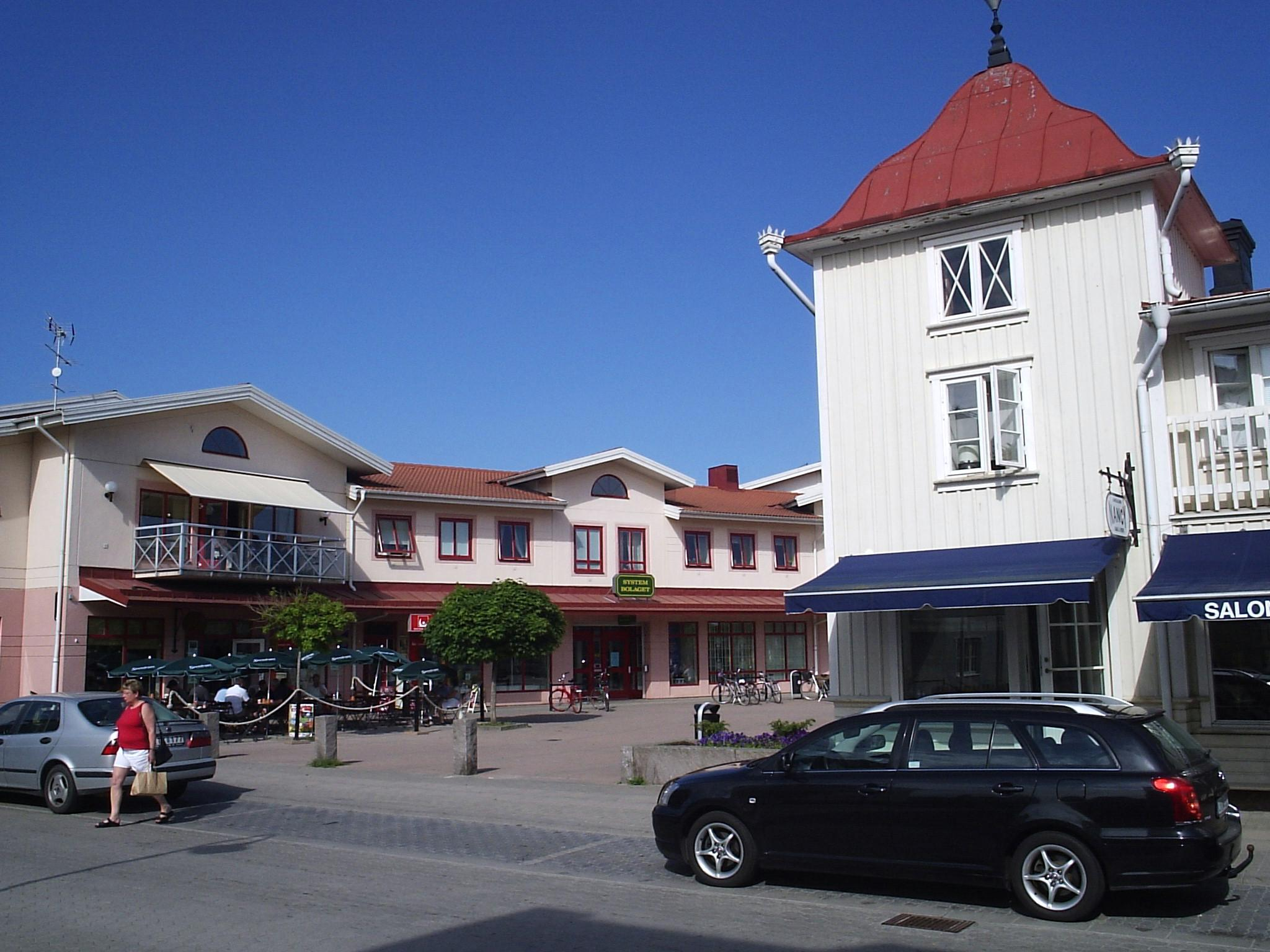
Vårgårda.

Vårgårda ist eine Stadt in der schwedischen Provinz Västra Götalands län und der historischen Provinz Västergötland. Sie ist zugleich Hauptort der gleichnamigen Gemeinde.
Durch den Ort fließt der Fluss Säveån und an ihm führt die Europastraße 20 vorbei. Der Name des Ortes wird erstmals 1420 als Walgaardha erwähnt, später 1546 Waargaare geschrieben. Er bezog sich jedoch auf ein nahegelegenes Hofgut, das dem Ort später den Namen gab.

## Geschichte

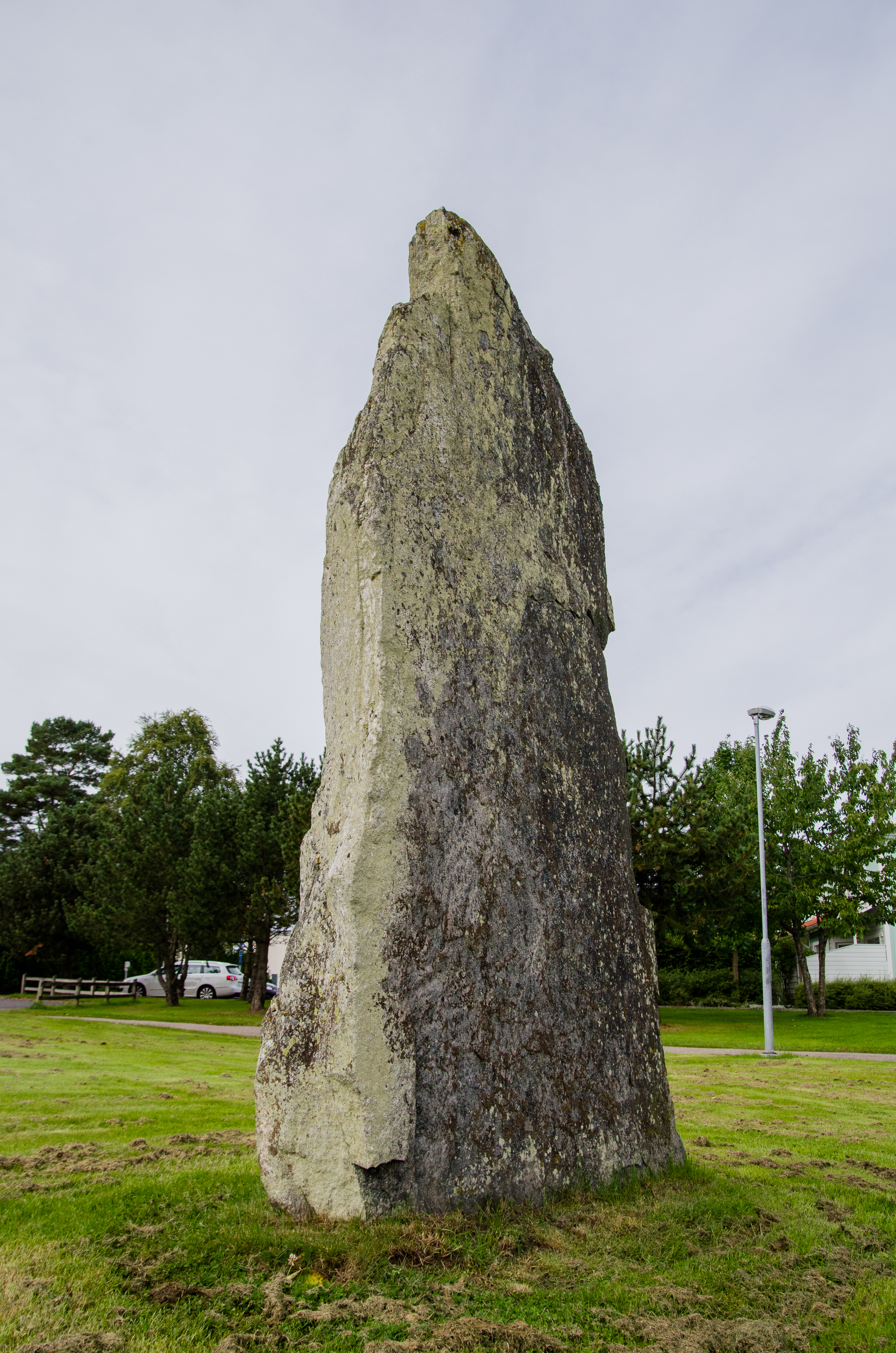
Bautastein von
Kullings skövde

Nördlich des Ortes befindet sich bei der Kirche von Kullings-Skövde das Gräberfeld Kyllingakullen. Es besteht aus zehn Grabhügeln mit einem Durchmesser zwischen zehn und 32 Metern, vier Steinsetzungen von acht bis 16 m Durchmesser und 18 Bautasteinen, von denen der größte im Ort steht.

## Wirtschaft
In Vårgårda wurde 1953 der Automobilzulieferer Autoliv gegründet, heute befindet sich am Ort eine Produktionsstätte für Airbags, sowie ein Testgelände für Crashversuche und Fahrerassistenzsysteme.

## Töchter und Söhne der Stadt
- Erik Pettersson (* 1944), Radrennfahrer
- Sture Pettersson (1942–1983), Radrennfahrer
- Tomas Pettersson (* 1947), Radrennfahrer
- Jonathan Stenbäcken, Handballspieler
- Linnea Liljegärd, Fußballspieler